# 油行尾福德爺廟
六合境油行尾福德爺廟位於臺灣臺南市中西區的城隍街與府前路一段122巷交叉口，是一間供奉福德正神的土地公廟。

## 祀神
主祀福德正神，配祀全台唯一靖海侯施琅大將軍，創建於明鄭永曆二十年(西元1666年)

## 廟史
本廟創建于明鄭永曆20年，原廟址自創建至日治時代皆位於開山町貳町目（為日治時代地目），但確切位置不詳，期間經歷幾次修築亦無從考究。可知於明治38年（1905年）才由地方耆老鳩資遷建於此，並於民國36年(1947年)，由於廟體年久失修，募款重修期間因巷弄陝隘，人口外移等諸多因素，至廟內無人管理。
於民國62年(1973年)，因廟體毀損，屋漏滲水，恐其廟室主體不保，耆老葉錦洲先生遂發起戶民，信眾成立管理人制，並任為管理人，于民國75年(1986年)成立重建籌備委員會，集以眾人之力，鳩其雄資，復以精工，雕樑畫棟，重建本廟。於民國77年(1988年)竣工，成以建醮，告以天地，立以現今規模。
主祀福德正神，配祀文、武判官及招財、進寶童子，是為現今人民百姓崇信，祈財納福之端始也。
廟內另配祀全臺唯一之金身「施琅-施大將軍」於民國75年(1986年)降駕指示：本廟奉祀之福德正神乃施大將軍於西元1665年奉祀渡海至府城，駐於油行尾。此典故據今已不可考。惟信眾仍抱持敬奉之心，虔城禮祀。
2018年8月8日，因木樑結構受白蟻侵蝕，在土地公指示下，舉行修建動土大典。

## 交誼境
六合境延平郡王祠、下林碧龍宮、開基永華宮、六合境馬公廟、大埔福德祠、八協境東嶽殿、永康五聖壇、六合境清水寺、仁厚境福德祠、前甲廣安壇、開元玉聖堂

## 外部連結
- 油行尾福德爺廟的Facebook專頁